# Barthélémy Bruyère
Francis Barthélémy Bruyère (* 4. Juni 1881 in Spa; † 1950 in Rixensart) war ein belgischer Autorennfahrer.

## Karriere
Barthélémy Bruyère war in den 1920er- und 1930er-Jahren sechsmal beim 24-Stunden-Rennen von Spa-Francorchamps am Start. 1924 beendete er das Rennen als Partner von Raymond de Tornaco als Gesamtdritter. Die Veranstaltung von 1927 beendete er gemeinsam mit Paul Gros als Achter. 1928 wurde er Siebter und 1929 Neunter.
Einmal, 1924, war er auch beim 24-Stunden-Rennen von Le Mans gemeldet. Er erreichte den zehnten Rang in der Gesamtwertung.

## Statistik

### Le-Mans-Ergebnisse
| Jahr | Team                                      | Fahrzeug             | Teamkollege        | Platzierung |
| ---- | ----------------------------------------- | -------------------- | ------------------ | ----------- |
| 1924 | Établissements Industriels Jacques Bignan | Bignan 2 Litre Sport | Raymond de Tornaco | Rang 10     |

### 24-St-Spa-Ergebnisse
| Jahr | Team                                      | Fahrzeug             | Teamkollege         | Platzierung | Ausfallgrund |
| ---- | ----------------------------------------- | -------------------- | ------------------- | ----------- | ------------ |
| 1924 | Établissements Industriels Jacques Bignan | Bignan 2 Litre Sport | Raymond de Tornaco  | Rang 3      |              |
| 1925 | Automobiles Imperia                       | Imperia              | John Duff           | Rang 21     |              |
| 1926 | Sénéchal et Cie.                          | Sénéchal             | Frédéric Théllusson | Ausfall     | unbekannt    |
| 1927 | Fabriques d’Automobiles de St. Ouen       | Fasto A3 Sport       | Paul Gros           | Rang 8      |              |
| 1928 |                                           | Bugatti T37          | Alphonse Evrard     | Rang 7      |              |
| 1929 | Barthélémy Bruyère                        | Bugatti T44          | Porta               | Rang 9      |              |
| 1930 | Grand Garage Saint-Didier Paris           | Chrysler 75 Six      | Renard              | Ausfall     | unbekannt    |